# Maison Alphonse-Desjardins
Pour les articles homonymes, voir Alphonse Desjardins.
La maison Alphonse-Desjardins est une résidence de style néogothique située à Lévis au Québec (Canada).
Construite entre 1882 et 1884 pour Alphonse Desjardins, qui l'habita jusqu'à son décès en 1920, cette maison a pour la particularité d'avoir abrité la première caisse populaire au Québec.
Elle a été classée en 1983 comme immeuble patrimonial par le ministère des Affaires culturelles.

## Vues de l'intérieur

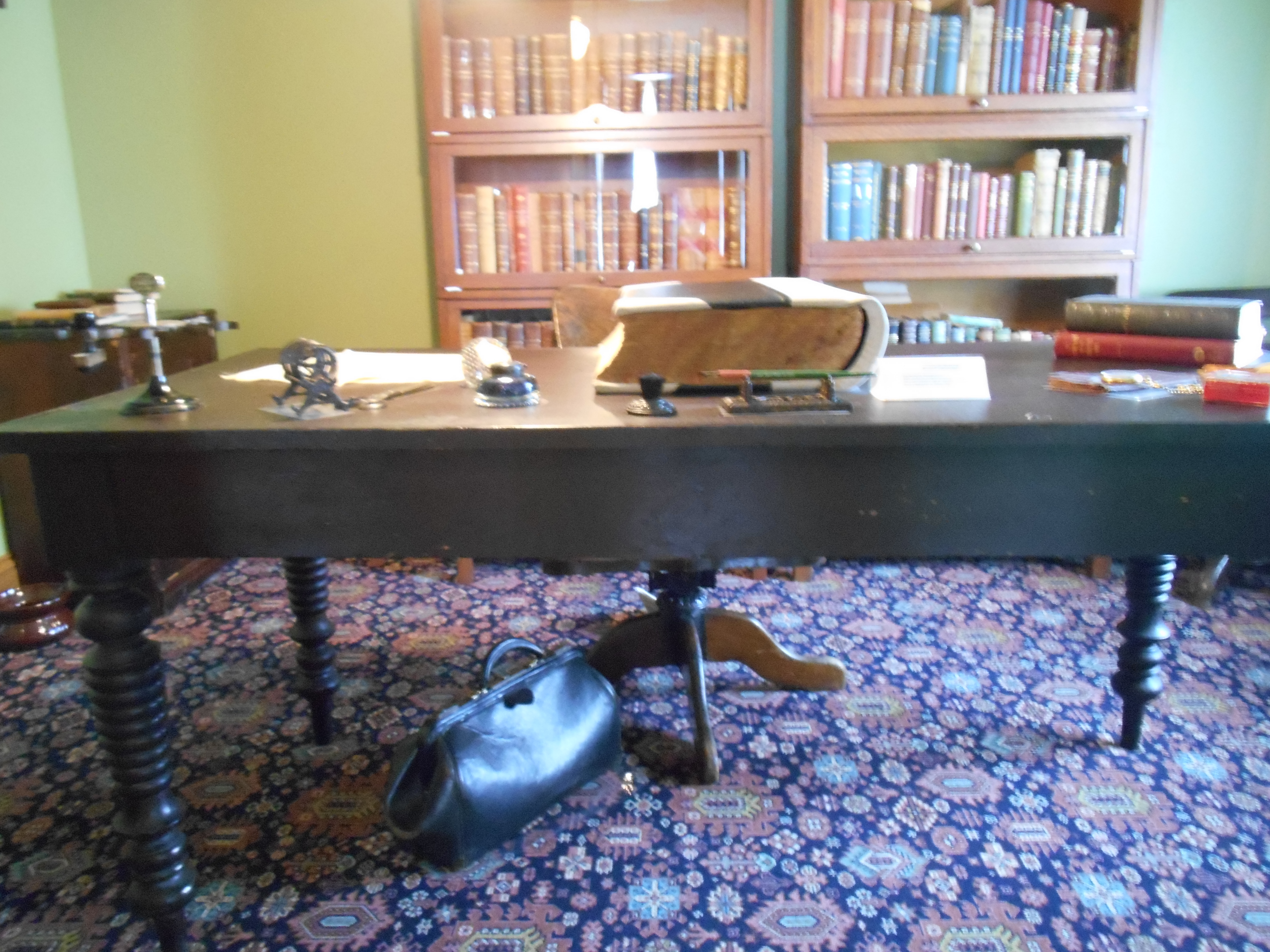
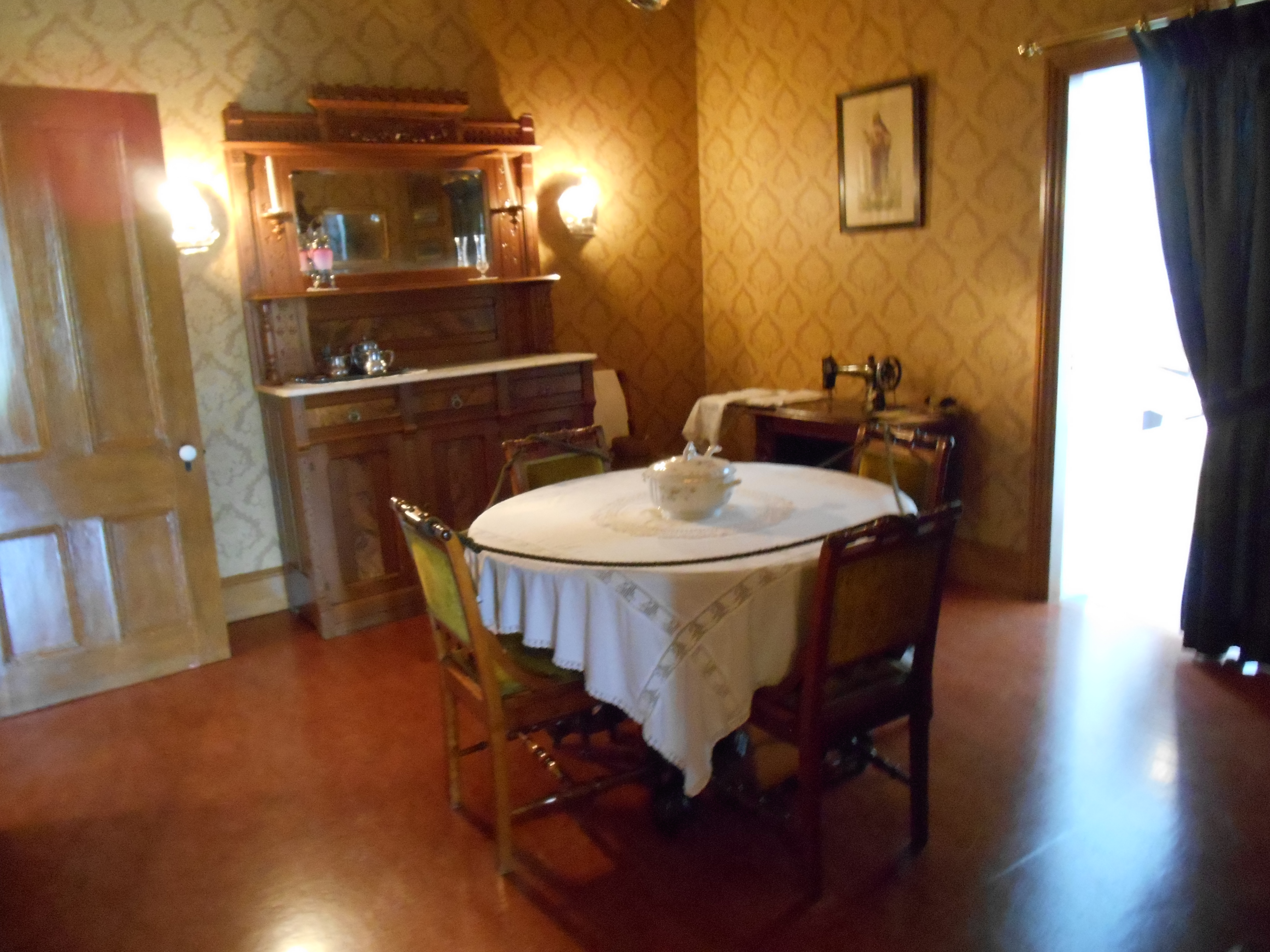
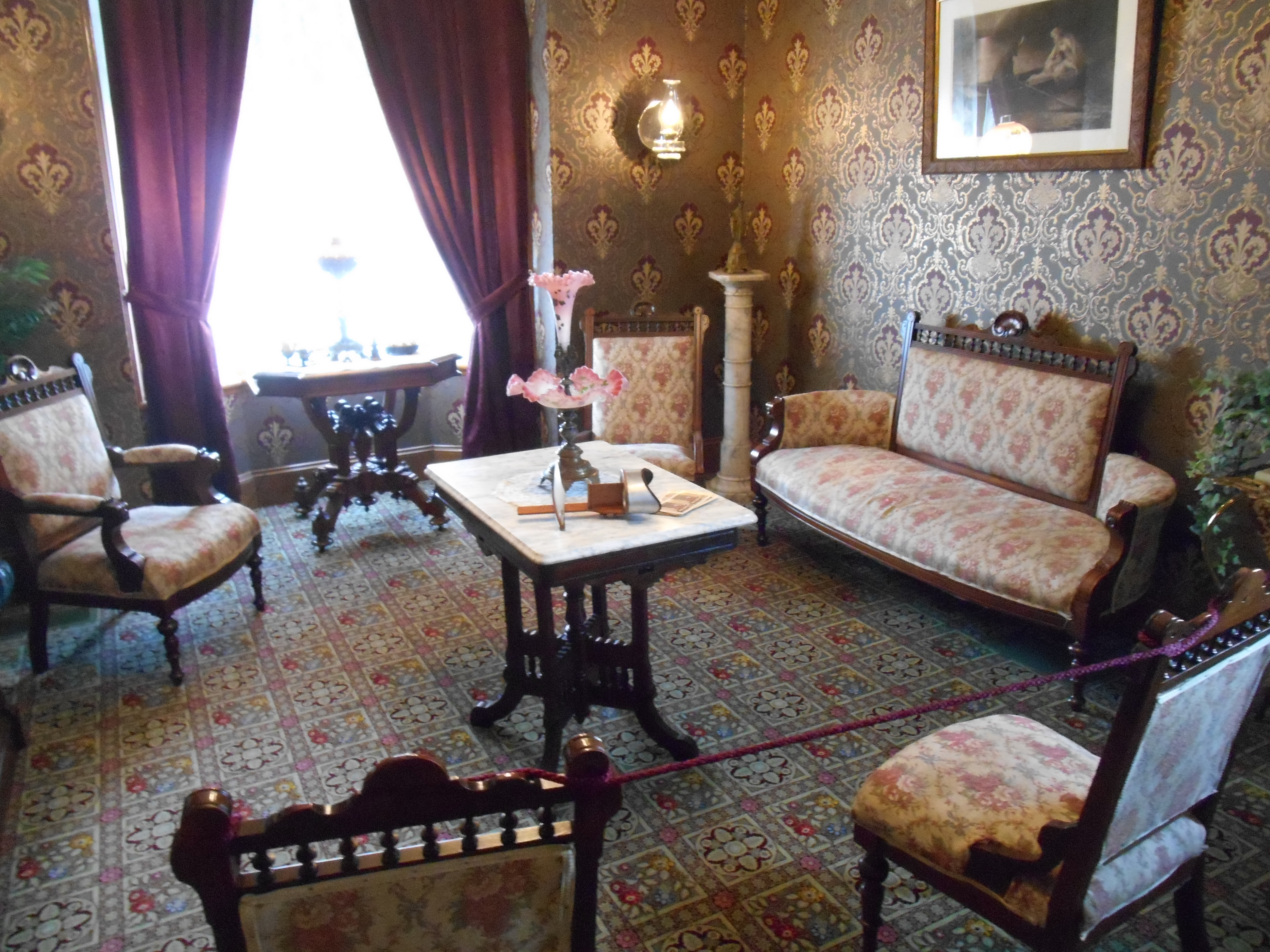
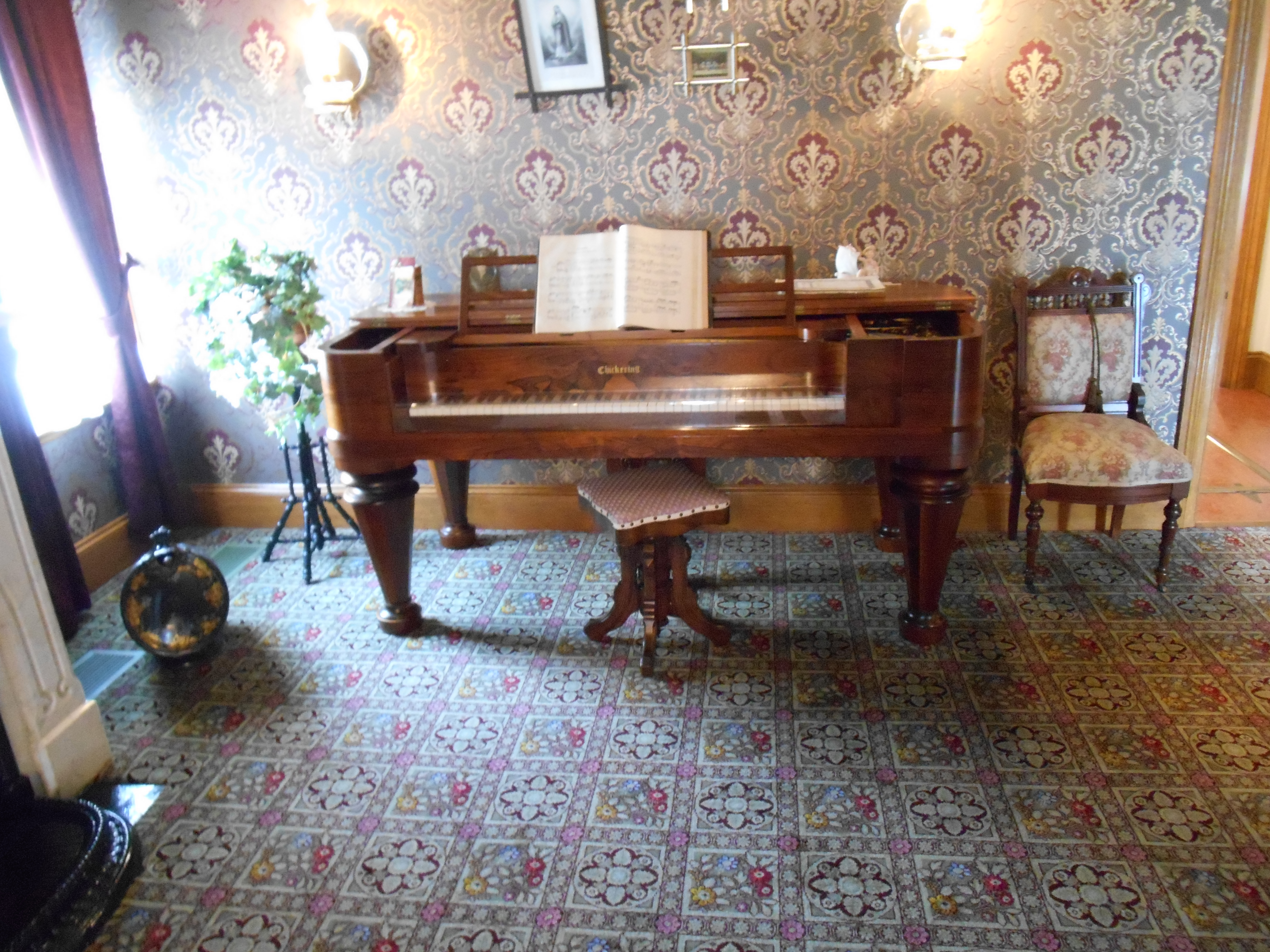
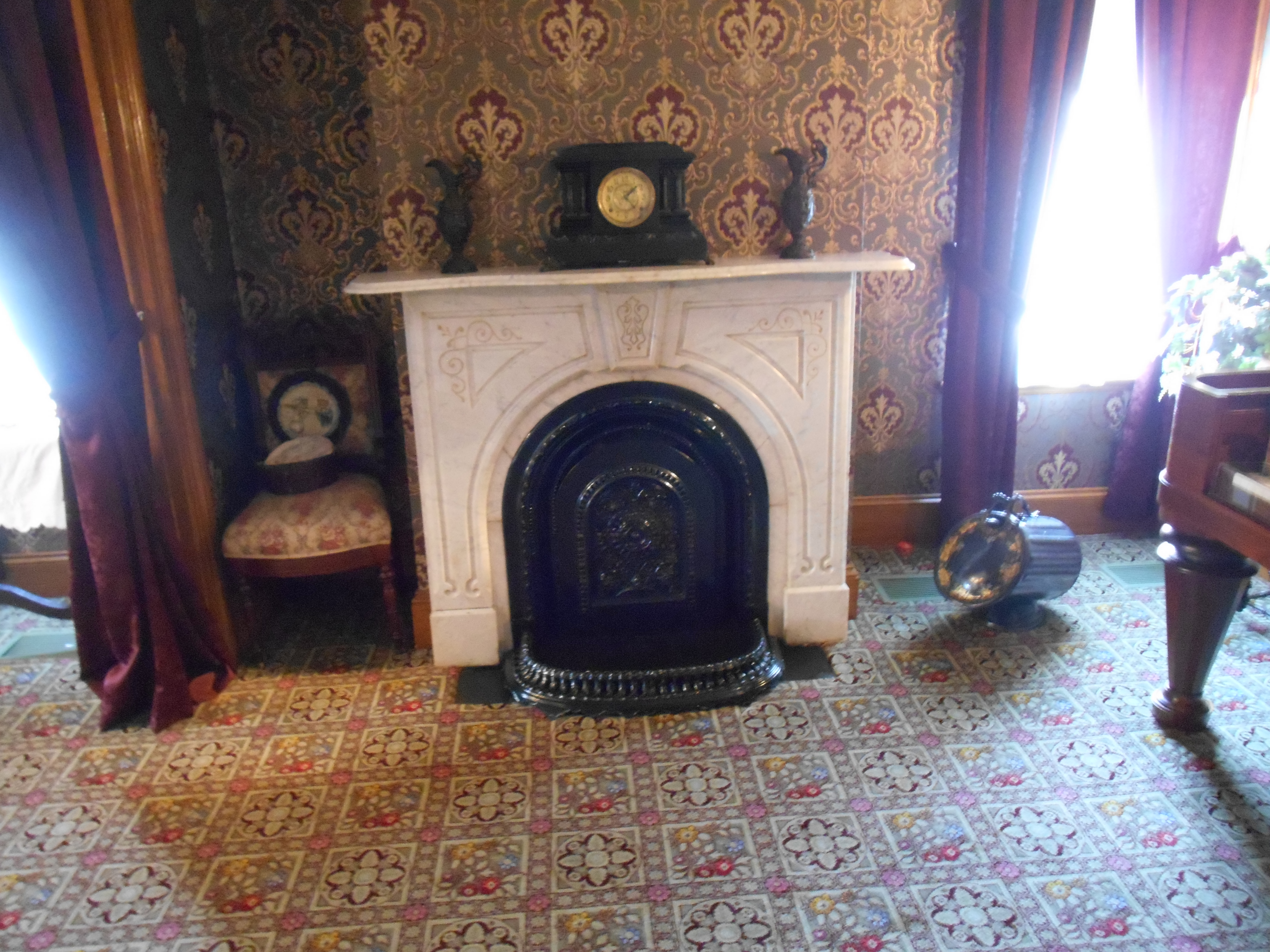
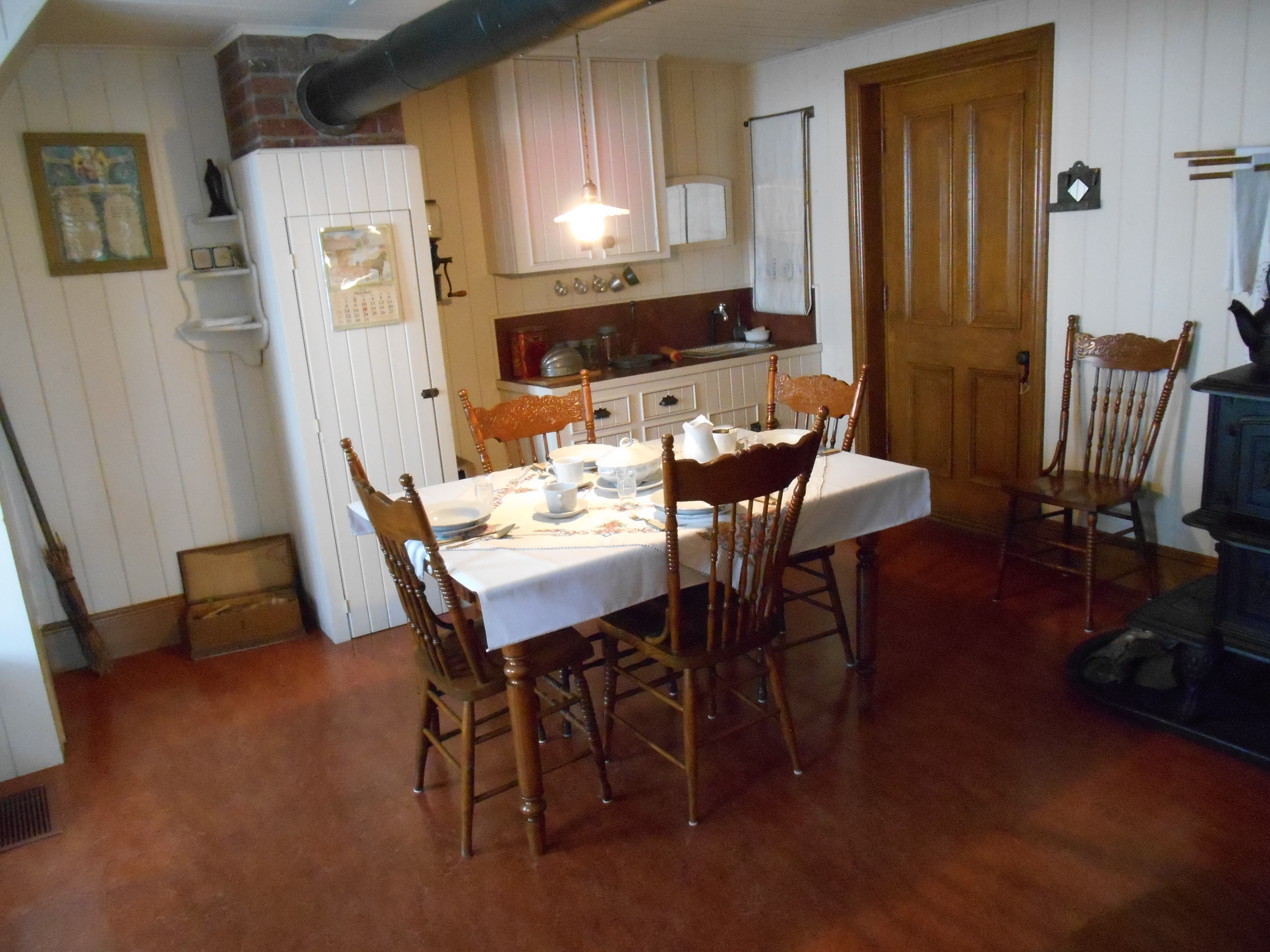
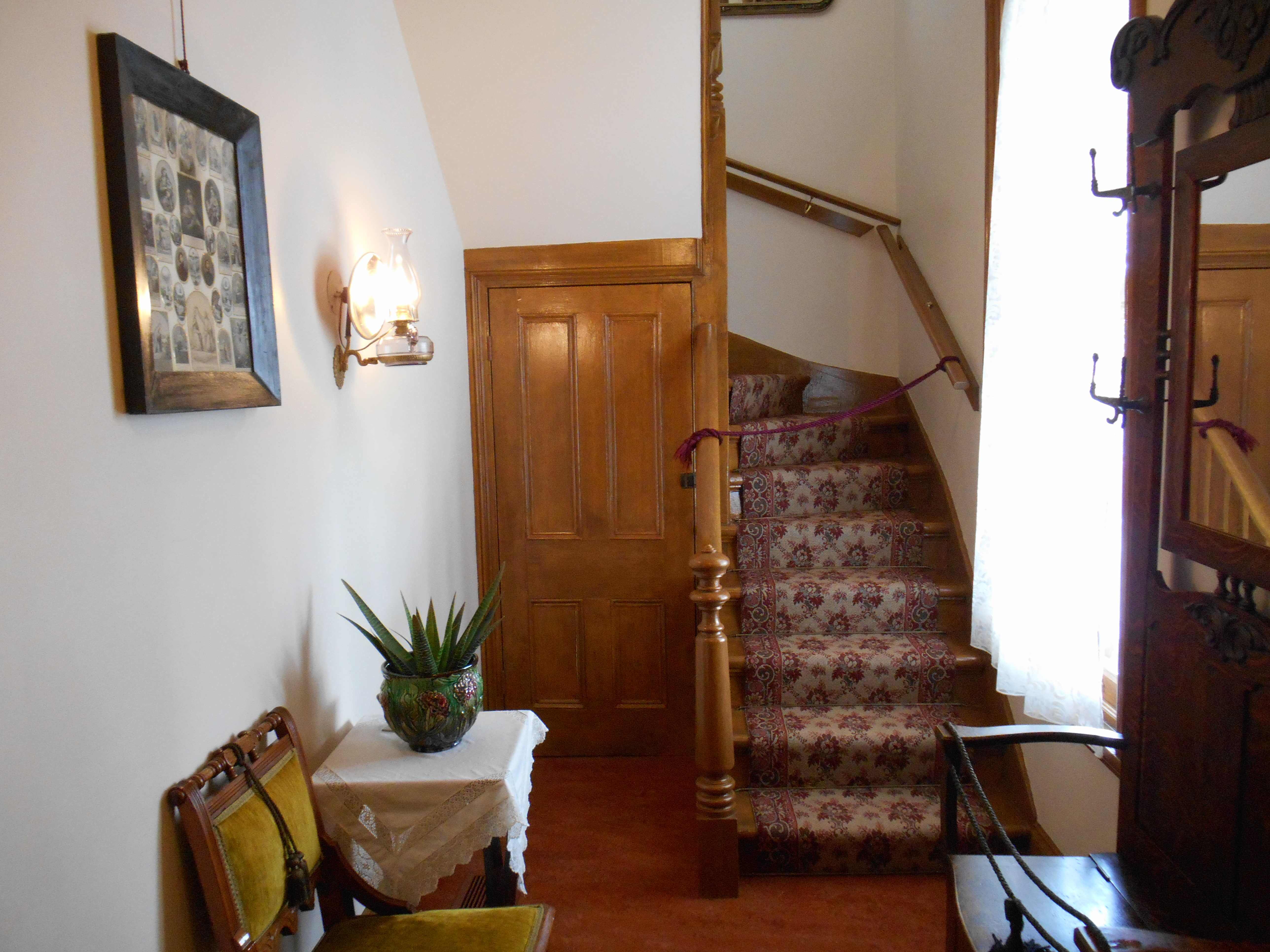
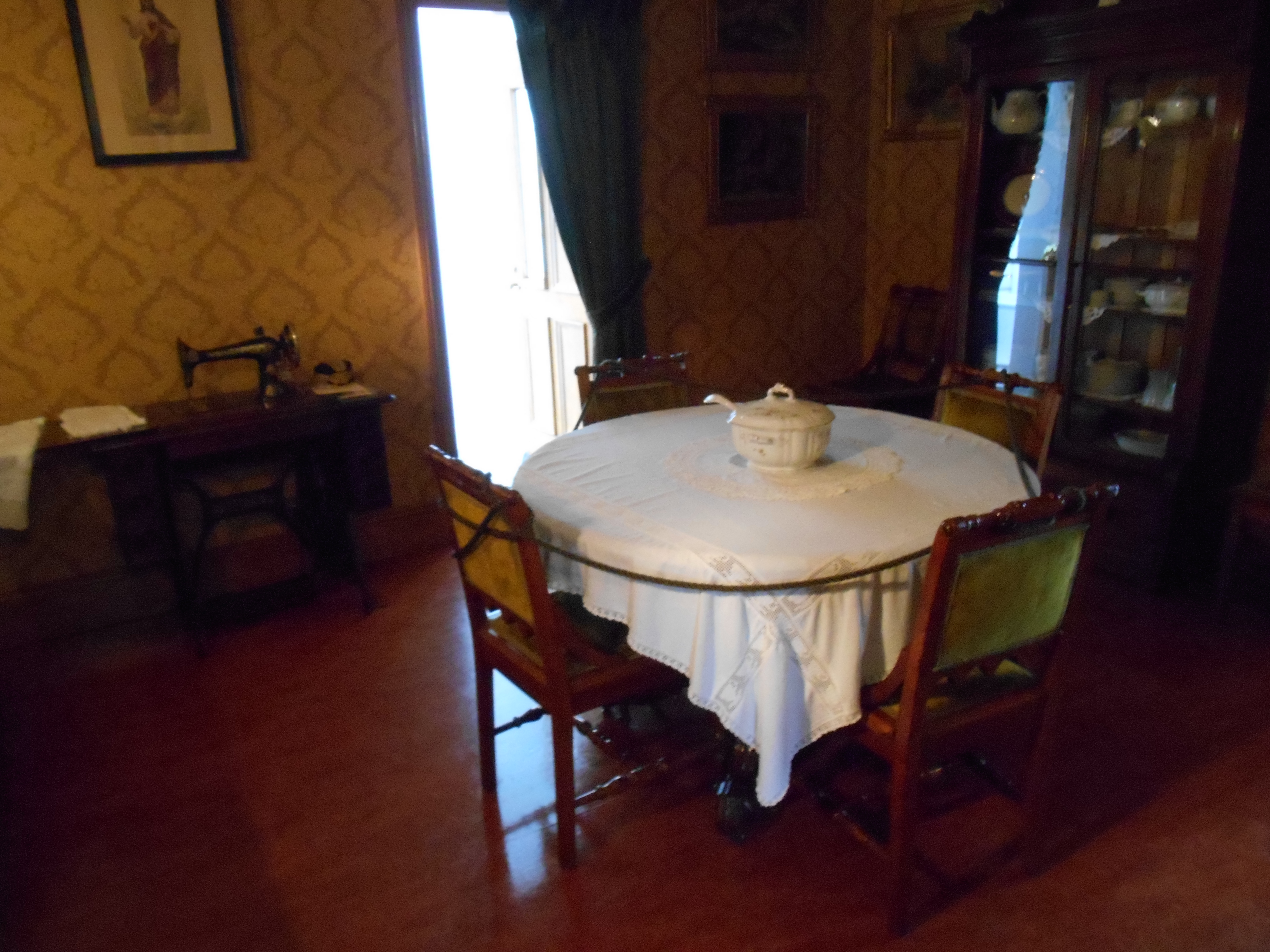